# VIH/sida en Lesoto
El VIH/SIDA en Lesoto constituye una amenaza muy grave para el desarrollo económico del país. Desde su detección inicial en 1986, el VIH/SIDA se ha propagado a un ritmo alarmante. En 2000, el rey Letsie III declaró que el VIH/SIDA era un desastre natural. Según el Programa Conjunto de las Naciones Unidas sobre el VIH/SIDA (ONUSIDA) en 2016, la tasa de prevalencia de adultos de Lesotho del 25 % es la segunda más alta del mundo, después de Suazilandia.
El VIH ha afectado a la mayoría de la población en general, mientras que afecta de manera desproporcionada a la población rural en edad de trabajar. La propagación del virus se ve agravada por las prácticas culturales, la serodiscordancia y la violencia de género. La falta de programas desarrollados de educación sexual en las escuelas coloca a la población joven en mayor riesgo de contagio.
Durante las últimas tres décadas, el Gobierno de Lesotho, en colaboración con organizaciones mundiales como el Fondo Mundial para la Lucha contra el SIDA, la Tuberculosis y la Malaria (Fondo Mundial), la Organización Mundial de la Salud (OMS) y el Plan de Emergencia del Presidente para el Alivio del SIDA (PEPFAR) , ha mejorado drásticamente la cobertura de las pruebas y el tratamiento del VIH a través de la implementación integral del programa. Sin embargo, los altos niveles de pobreza, desigualdad y estigma hacia el VIH siguen siendo obstáculos importantes para la prevención de la enfermedad. Como tal, Lesotho busca ayuda financiera y orientación en la reforma del programa de su vecino Sudáfrica, que, a pesar de tener el mayor número de personas que viven con el VIH en el mundo, ha reducido drásticamente los costos de los esfuerzos de prevención del VIH en la última década.